# Bolshevik (Tijoretsk, Krasnodar)
Bolshevik (del ruso: Большевик) es un jútor del raión de Tijoretsk del krai de Krasnodar, en Rusia. Está situado en las llanuras de Kubán-Priazov, en la orilla derecha del Chelbas, frente a Novoarjángelskaya, 10 km al sudeste de Tijoretsk y 122 km al nordeste de Krasnodar, la capital del krai. Tenía 362 habitantes en 2010
Pertenece al municipio Yugo-Sévernoye.

## Transporte
Al este de la localidad pasa la carretera federal M29 Cáucaso.